# 大华网路报
《大华网路报》（英语：Dahua Network News）是一份在中华民国台湾地区发行的电子版中文报纸。该报网站域名www.cntimes.info （页面存档备份，存于）注册于2018年6月11日。

## 成立背景
2006年6月1日，中国国民党机关报《中央日报》印刷版正式停刊，改发行电子报。此后，该报内部进一步重组，于2006年9月13日以网络形式重新发行。由于投资方「伟业投资股份有限公司」资金不足，《中央日报网络报》页面停止更新，无法访问。其原来与Yahoo奇摩、PChome等门户网站新闻合作的商标超链接，现在被导引到另一个网站《大华网路报》，而《大华网路报》的网站架构与新闻、评论等内容，与停刊之前的《中央日报网络报》几乎相同，但没有信息显示两者的运营商是否相同。但不知何时，《大華網路報》亦同《中央日報網路報》无法访问。